# Marcus Ericsson
Marcus Ericsson (Kumla, Örebro län, 2 september 1990) is een Zweeds autocoureur. In 2007 was hij kampioen in de Formule BMW UK en in 2009 in het Japanse Formule 3-kampioenschap. Ook heeft hij tussen 2010 en 2013 vier jaar GP2 gereden, waarin hij drie overwinningen wist te boeken. Tussen 2014 en 2018 reed hij in de Formule 1 voor de teams Caterham en Sauber. In 2019 stapte hij over naar de IndyCar Series. In 2022 won hij de Indy 500

## Loopbaan
- :2007: Formule BMW UK, team Fortec Motorsport (7 overwinningen, kampioen).
- 2008: Britse Formule 3-kampioenschap, team Fortec Motorsport.
- 2009: Britse Formule 3-kampioenschap, team Räikkönen Robertson Racing (6 races, 2 overwinningen).
- 2009: Japanse Formule 3-kampioenschap, team TOM'S (5 overwinningen, kampioen).
- 2009: Grand Prix van Macau, team TOM'S.
- 2009-10: GP2 Asia Series, team ART Grand Prix.
- 2010: GP2 Series, team Super Nova Racing (1 overwinning).
- 2011: GP2 Asia Series, team iSport International.
- 2011: GP2 Series, team iSport International.
- 2011: GP2 Final, team iSport International.
- 2012: GP2 Series, team iSport International (1 overwinning).
- 2013: GP2 Series, team DAMS (1 overwinning).
- 2014: Formule 1, team Caterham.
- 2015: Formule 1, team Sauber.
- 2016: Formule 1, team Sauber.
- 2017: Formule 1, team Sauber.
- 2018: Formule 1, team Alfa Romeo Sauber.
- 2019: IndyCar, team Schmidt Peterson Motorsports.
- 2022: Indy 500, team Chip Ganassi Racing

### Formule 1

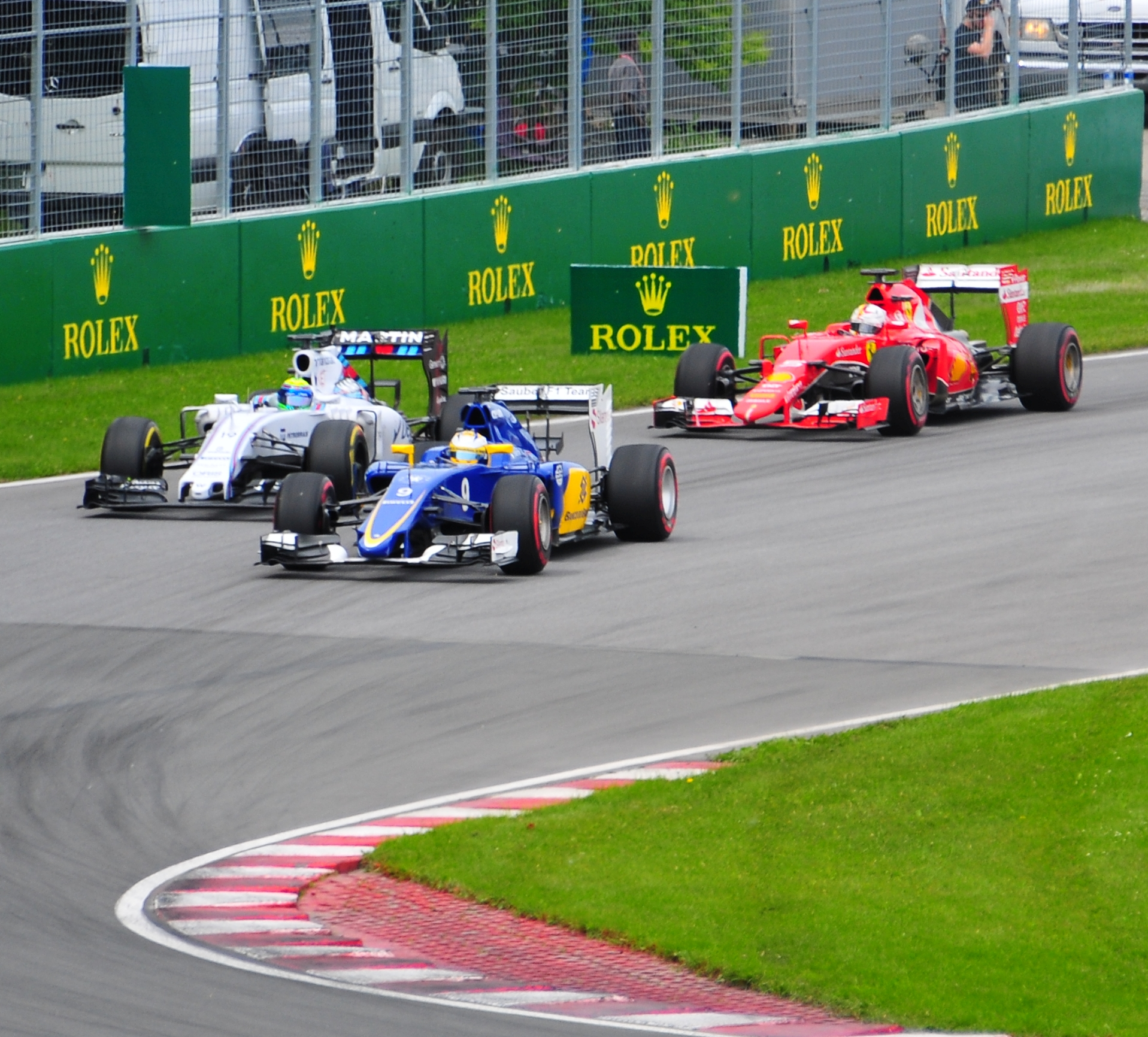
Marcus Ericsson in duel met Felipe Massa en Sebastian Vettel tijdens de Grand Prix van Canada.

Op 21 januari 2014 werd bekend dat Ericsson in 2014 zijn Formule 1-debuut maakt voor het team van Caterham, waar hij samen met Kamui Kobayashi gaat rijden. Ondanks dat Caterham een moeilijk seizoen kende en voorafgaand aan de Grand Prix van de Verenigde Staten onder curatele werd gesteld, behaalde Ericsson het beste resultaat ooit voor het team met een elfde plaats in Monaco. Mede hierdoor heeft hij voor 2015 een contract gekregen om te rijden voor Sauber. Zijn teamgenoot in dit seizoen was de Braziliaan Felipe Nasr. Zijn beste prestatie behaalde hij tijdens de Grand Prix van Australië waar hij eindigde op de 8e plaats. In totaal pakte hij in dat seizoen 9 punten, waardoor hij op 18e plaats eindigde in het wereldkampioenschap. Zijn teamgenoot Nasr eindigde met 27 punten op een 13e plaats. 
In 2016 bleef hij bij Sauber rijden met Felipe Nasr als teamgenoot. Ericsson pakte in dat seizoen geen punten. Zijn beste prestatie prestatie was een 11e plaats tijdens de Grand Prix van Mexico. Hij eindigde hiermee als 22e in het wereldkampioenschap. Zijn teamgenoot Nasr pakte 2 punten en eindigde daardoor als 17e in het wereldkampioenschap.
In 2017 kreeg Ericsson een nieuwe teamgenoot bij Sauber. Pascal Wehrlein kwam over van het failliete Marussia F1 Team. Doordat Wehrlein een blessure opliep tijdens de Race of Champions, werd Ericsson in de eerste twee races bijgestaan door Antonio Giovinazzi.   De beste prestatie van Ericsson waren twee 11e plaatsen, zowel tijdens de Grand Prix van Spanje als de Grand Prix van Azerbeidzjan. Hij eindigde als 20e in het wereldkampioenschap en was de enige coureur die een heel seizoen reed zonder punten te hebben behaald. Zijn teamgenoot Wehrlein eindigde op een 18e plaats met 5 punten. Giovinazzi eindigde met 0 punten op de 22e plaats.
In 2018 kreeg hij bij Sauber een nieuw teamgenoot, Formule 2-kampioen Charles Leclerc. Tijdens de Grand Prix van Bahrein haalde hij voor het eerst sinds 2,5 jaar weer punten door te eindigen op een 9e plaats. In de Grand Prix Oostenrijk werd hij 10e in de uitslag en pakte zodoende 1 WK punt. Ericsson was in de kwalificatie nog 20e en laatste geworden. Tijdens de Grand Prix van Italië maakte Ericsson in de 2e trainingssessie een zware crash toen zijn DRS het begaf.
Aan het eind van het seizoen werd zijn contract niet verlengd en nam Sauber Antonio Giovinazzi en Kimi Räikkönen aan voor het seizoen 2019. Ericsson zal wel als derde coureur betrokken blijven bij Sauber.

### IndyCar
Op 30 oktober 2018 werd bekend dat Ericsson in 2019 overstapt naar de IndyCar Series. Hij zal hier rijden voor het team Schmidt Peterson Motorsports. Op 29 mei 2022 won de Zweed de 106e Indy 500 voor het team Chip Ganassi Racing.  

## Carrière-overzicht

### Formule BMW UK-resultaten
| Jaar | Inschrijving      | 1       | 2       | 3       | 4       | 5       | 6       | 7       | 8     | 9         | 10      | 11      | 12      | 13    | 14       | 15    | 16      | 17    | 18      | POS | Punten |
| ---- | ----------------- | ------- | ------- | ------- | ------- | ------- | ------- | ------- | ----- | --------- | ------- | ------- | ------- | ----- | -------- | ----- | ------- | ----- | ------- | --- | ------ |
| 2007 | Fortec Motorsport | BRH 1 3 | BRH 2 1 | ROC 1 4 | ROC 2 3 | THR 1 2 | THR 2 5 | CRO 1 2 | CRO 2 | OUL 1 DNF | OUL 2 1 | DON 1 2 | DON 2 5 | SNE 1 | SNE 2 12 | BRH 1 | BRH 2 1 | KNO 1 | KNO 2 1 | 1   | 676    |

### Formule 3
| Seizoen | Series                                     | Team                       | Races | Wins | Pole positie | Snelste Ronden | Podiums | Punten | Positie |
| ------- | ------------------------------------------ | -------------------------- | ----- | ---- | ------------ | -------------- | ------- | ------ | ------- |
| 2008    | Brits Formule 3-kampioenschap              | Fortec Motorsport          | 22    | 0    | 2            | 4              | 5       | 141    | 5       |
| 2008    | Grand Prix van Macau                       | Carlin Motorsport          | 1     | 0    | 0            | 0              | 0       | N/A    | NC      |
| 2009    | 2009 All-Japan Formula Three-kampioenschap | TOM'S                      | 16    | 5    | 5            | 9              | 11      | 112    | 1       |
| 2009    | Grand Prix van Macau                       | TOM'S                      | 1     | 0    | 1            | 0              | 0       | N/A    | 4       |
| 2009    | Brits Formule 3-kampioenschap              | Räikkönen Robertson Racing | 6     | 2    | 1            | 0              | 3       | 65     | 11      |

#### Brits Formule 3-resultaten
| Jaar | Inschrijving               | Chassis      | Motor        | 1       | 2     | 3        | 4         | 5       | 6        | 7       | 8        | 9        | 10      | 11       | 12        | 13      | 14          | 15      | 16      | 17      | 18    | 19        | 20       | 21      | 22      | POS | Punten |
| ---- | -------------------------- | ------------ | ------------ | ------- | ----- | -------- | --------- | ------- | -------- | ------- | -------- | -------- | ------- | -------- | --------- | ------- | ----------- | ------- | ------- | ------- | ----- | --------- | -------- | ------- | ------- | --- | ------ |
| 2008 | Fortec Motorsport          | Dallara F308 | Mercedes HWA | OUL 1 6 | OUL 2 | CRO 1 5P | CRO 2 DNF | MNZ 1 7 | MNZ 2 7  | ROC 1 2 | ROC 2 10 | SNE 1 6S | SNE 2 8 | THR 1 2S | THR 2 DNF | BRH 1 5 | BRH 2 DNFPS | SPA 1 7 | SPA 2 5 | SIL 1 3 | SIL 2 | BUC 1 11S | BUC 2 12 | DON 1 8 | DON 2 7 | 5   | 141    |
| 2009 | Räikkönen Robertson Racing | Dallara F309 | Mercedes HWA | OUL 1   | OUL 2 | SIL 1    | SIL 2     | ROC 1 2 | ROC 2 1P | HOC 1   | HOC 2 4  | SNE 1    | SNE 2   | DON 1    | DON 2     | SPA 1   | SPA 2       | SIL 1   | SIL 2   | ALG 1   | ALG 2 | BRH 1 4   | BRH 2 3  |         |         | 11  | 65     |

#### Macau Grand Prix-resultaten
| Jaar | Inschrijving      | Chassis      | Motor        | Kwalificatie | Kwalificatierace | Hoofdrace |
| ---- | ----------------- | ------------ | ------------ | ------------ | ---------------- | --------- |
| 2008 | Carlin Motorsport | Dallara F308 | Mercedes HWA | 15           | 8                | DNF       |
| 2009 | TOM'S             | Dallara F308 | Toyota-TOM'S | 1            | 2                | 4         |

#### Japans Formule 3-resultaten
| Jaar | Inschrijving | Chassis      | Motor        | 1         | 2        | 3         | 4        | 5     | 6     | 7        | 8        | 9        | 10        | 11       | 12      | 13      | 14      | 15       | 16        | POS | Punten |
| ---- | ------------ | ------------ | ------------ | --------- | -------- | --------- | -------- | ----- | ----- | -------- | -------- | -------- | --------- | -------- | ------- | ------- | ------- | -------- | --------- | --- | ------ |
| 2009 | TOM'S        | Dallara F308 | Toyota-TOM'S | FUJ 1 2PS | FUJ 2 3S | OKA 1 10S | OKA 2 10 | AUT 1 | AUT 2 | FUJ 1 2S | FUJ 2 1P | AUT 1 5S | AUT 2 1PS | MOT 1 PS | MOT 2 5 | AUT 1 2 | AUT 2 6 | SUG 1 2S | SUG 2 1PS | 1   | 112    |

### GP2 Series
| Seizoen | Series          | Team                 | Races | Wins | Pole positie | Snelste Ronden | Podiums | Punten | Positie |
| ------- | --------------- | -------------------- | ----- | ---- | ------------ | -------------- | ------- | ------ | ------- |
| 2009-10 | GP2 Asia Series | ART Grand Prix       | 2     | 0    | 0            | 0              | 0       | 0      | 24      |
| 2009-10 | GP2 Asia Series | Super Nova Racing    | 2     | 0    | 0            | 0              | 0       | 0      | 24      |
| 2010    | GP2 Series      | Super Nova Racing    | 20    | 1    | 0            | 0              | 1       | 11     | 17      |
| 2011    | GP2 Series      | iSport International | 18    | 0    | 0            | 0              | 2       | 25     | 10      |
| 2011    | GP2 Asia Series | iSport International | 4     | 0    | 0            | 0              | 1       | 9      | 6       |
| 2011    | GP2 Final       | iSport International | 2     | 0    | 0            | 0              | 1       | 10     | 2       |
| 2012    | GP2 Series      | iSport International | 24    | 1    | 0            | 1              | 5       | 124    | 8       |
| 2013    | GP2 Series      | DAMS                 | 22    | 1    | 2            | 3              | 5       | 121    | 6       |

#### GP2 Series-resultaten
| Jaar | Inschrijving         | 1           | 2           | 3           | 4           | 5            | 6           | 7           | 8          | 9           | 10         | 11         | 12          | 13         | 14         | 15          | 16         | 17          | 18          | 19         | 20          | 21        | 22        | 23        | 24        | POS | Punten |
| ---- | -------------------- | ----------- | ----------- | ----------- | ----------- | ------------ | ----------- | ----------- | ---------- | ----------- | ---------- | ---------- | ----------- | ---------- | ---------- | ----------- | ---------- | ----------- | ----------- | ---------- | ----------- | --------- | --------- | --------- | --------- | --- | ------ |
| 2010 | Super Nova Racing    | CAT FEA 11  | CAT SPR DNF | MON FEA 12  | MON SPR 9   | IST FEA DNF  | IST SPR DNF | VAL FEA 7   | VAL SPR 1  | SIL FEA 12  | SIL SPR 18 | HOC FEA 6  | HOC SPR DNF | HUN FEA 12 | HUN SPR 10 | SPA FEA 13  | SPA SPR 7  | MNZ FEA DNF | MNZ SPR 11  | YMC FEA 11 | YMC SPR DNF |           |           |           |           | 17  | 11     |
| 2011 | iSport International | IST FEA 9   | IST SPR 8   | CAT FEA 5   | CAT SPR 3   | MON FEA DNF  | MON SPR DNF | VAL FEA DNF | VAL SPR 11 | SIL FEA 3   | SIL SPR 4  | NÜR FEA 5  | NÜR SPR 16  | HUN FEA 5  | HUN SPR 16 | SPA FEA DNF | SPA SPR 12 | MNZ FEA 14  | MNZ SPR 8   |            |             |           |           |           |           | 10  | 25     |
| 2012 | iSport International | SEP FEA 13  | SEP SPR DNF | BHR1 FEA 13 | BHR1 SPR 16 | BHR2 FEA 7   | BHR2 SPR 7  | CAT FEA 13  | CAT SPR 22 | MON FEA 2   | MON SPR 4  | VAL FEA 2  | VAL SPR DNF | SIL FEA 21 | SIL SPR 7S | HOC FEA 11  | HOC SPR 15 | HUN FEA 18  | HUN SPR DNF | SPA FEA 1  | SPA SPR 4   | MNZ FEA 3 | MNZ SPR 7 | MRN FEA 7 | MRN SPR 2 | 8   | 124    |
| 2013 | DAMS                 | SEP FEA DNF | SEP SPR 13  | BHR FEA 13  | BHR SPR DNF | CAT FEA DNFP | CAT SPR 20  | MON FEA DNF | MON SPR 18 | SIL FEA 11P | SIL SPR 8  | NÜR FEA 1S | NÜR SPR 13  | HUN FEA 2S | HUN SPR 4  | SPA FEA 2   | SPA SPR 15 | MNZ FEA DNF | MNZ SPR 23  | MRN FEA 7  | MRN SPR 2S  | YMC FEA 3 | YMC SPR 6 |           |           | 6   | 121    |

#### GP2 Asia Series-resultaten
| Jaar    | Inschrijving      | 1           | 2           | 3           | 4           | 5        | 6        | 7        | 8        | POS | Punten |
| ------- | ----------------- | ----------- | ----------- | ----------- | ----------- | -------- | -------- | -------- | -------- | --- | ------ |
| 2009-10 | ART Grand Prix    | YMC1 FEA 11 | YMC1 SPR 12 |             |             |          |          |          |          | 24  | 0      |
| 2009-10 | Super Nova Racing |             |             | YMC2 FEA 17 | YMC2 SPR 12 | BHR1 FEA | BHR1 SPR | BHR2 FEA | BHR2 SPR | 24  | 0      |
| 2011    | DAMS              | YMC FEA 4   | YMC SPR 3   | IMO FEA 10  | IMO SPR 16  |          |          |          |          | 6   | 9      |

#### GP2 Final-resultaten
| Jaar | Inschrijving         | 1         | 2         | POS | Punten |
| ---- | -------------------- | --------- | --------- | --- | ------ |
| 2011 | ISport International | YMC FEA 4 | YMC SPR 2 | 2   | 10     |

### Formule 1
| Jaar/Jaren    | Team     |
| ------------- | -------- |
| 2014          | Caterham |
| 2015 t/m 2018 | Sauber   |

|                       | 2014 | 2015 | 2016 | 2017 | 2018 | Totaal |
| --------------------- | ---- | ---- | ---- | ---- | ---- | ------ |
| Aantal races          | 16   | 19   | 21   | 20   | 21   | 97     |
| Aantal zeges          | 0    | 0    | 0    | 0    | 0    | 0      |
| Aantal pole-positions | 0    | 0    | 0    | 0    | 0    | 0      |
| Aantal snelste ronden | 0    | 0    | 0    | 0    | 0    | 0      |
| Aantal podiumplaatsen | 0    | 0    | 0    | 0    | 0    | 0      |
| Aantal WK-punten      | 0    | 9    | 0    | 0    | 9    | 18     |
| Eindstand WK          | 19   | 18   | 22   | 20   | 17   |        |

#### Totale Formule 1-resultaten
| Seizoen | Inschrijving              | Chassis       | Motor                         | 1       | 2       | 3       | 4      | 5      | 6       | 7       | 8      | 9       | 10      | 11      | 12     | 13      | 14      | 15      | 16      | 17     | 18      | 19     | 20      | 21      | Pos | Punten |
| ------- | ------------------------- | ------------- | ----------------------------- | ------- | ------- | ------- | ------ | ------ | ------- | ------- | ------ | ------- | ------- | ------- | ------ | ------- | ------- | ------- | ------- | ------ | ------- | ------ | ------- | ------- | --- | ------ |
| 2014    | Caterham F1 Team          | Caterham CT05 | Renault Energy F1-2014 1.6 V6 | AUS DNF | MAL 14  | BHR DNF | CHN 20 | SPA 20 | MON 11  | CAN DNF | OOS 18 | GBR DNF | DUI 18  | HON DNF | BEL 17 | ITA 19  | SIN 15  | JPN 17  | RUS 19  | VST    | BRA     | ABU    |         |         | 19  | 0      |
| 2015    | Sauber F1 Team            | Sauber C34    | Ferrari 059/4 V6              | AUS 8   | MAL DNF | CHN 10  | BHR 14 | SPA 14 | MON 13  | CAN 14  | OOS 13 | GBR 11  | HON 10  | BEL 10  | ITA 9  | SIN 11  | JPN 14  | RUS DNF | VST DNF | MEX 12 | BRA 16  | ABU 14 |         |         | 18  | 9      |
| 2016    | Sauber F1 Team            | Sauber C35    | Ferrari 061 V6                | AUS DNF | BHR 12  | CHN 16  | RUS 14 | SPA 12 | MON DNF | CAN 15  | EUR 17 | OOS 15  | GBR DNF | HON 20  | DUI 18 | BEL DNF | ITA 16  | SIN 17  | MAL 12  | JPN 15 | VST 14  | MEX 11 | BRA DNF | ABU 15  | 22  | 0      |
| 2017    | Sauber F1 Team            | Sauber C36    | Ferrari 061 V6                | AUS DNF | CHN 15  | BHR DNF | RUS 15 | SPA 11 | MON DNF | CAN 13  | AZE 11 | OOS 15  | GBR 14  | HON 16  | BEL 16 | ITA 18  | SIN DNF | MAL 18  | JPN DNF | VST 15 | MEX DNF | BRA 13 | ABU 17  |         | 20  | 0      |
| 2018    | Alfa Romeo Sauber F1 Team | Sauber C37    | Ferrari 062 EVO V6            | AUS DNF | BHR 9   | CHN 16  | AZE 11 | SPA 13 | MON 11  | CAN 15  | FRA 13 | OOS 10  | GBR DNF | DUI 9   | HON 15 | BEL 10  | ITA 15  | SIN 11  | RUS 13  | JPN 12 | VST 10  | MEX 9  | BRA DNF | ABU DNF | 17  | 9      |

### IndyCar Series-resultaten
| Jaar | Inschrijving                       | Chassis      | Motor | 1      | 2      | 3       | 4      | 5      | 6       | 7       | 8     | 9      | 10     | 11      | 12     | 13     | 14     | 15     | 16     | 17     | POS | Punten |
| ---- | ---------------------------------- | ------------ | ----- | ------ | ------ | ------- | ------ | ------ | ------- | ------- | ----- | ------ | ------ | ------- | ------ | ------ | ------ | ------ | ------ | ------ | --- | ------ |
| 2019 | Arrow Schmidt Peterson Motorsports | Dallara DW12 | Honda | STP 20 | COA 15 | ALA 7   | LBH 20 | IMS 23 | INDY 23 | DET 13  | DET 2 | TXS 7  | RDA 13 | TOR 20S | IOW 11 | MDO 23 | POC 12 | GTW 16 | POR    | LAG 11 | 17  | 290    |
| 2020 | Chip Ganassi Racing                | Dallara DW12 | Honda | TXS 19 | IMS 6  | ROA 10  | ROA 4  | IOW 9  | IOW 9   | INDY 32 | GTW 5 | GTW 23 | MDO 15 | MDO 5   | IMS 10 | IMS 15 | STP 7S |        |        |        | 12  | 291    |
| 2021 | Chip Ganassi Racing                | Dallara DW12 | Honda | ALA 8  | STP 7  | TXS 19S | TXS 12 | IMS 10 | INDY 11 | DET 1   | DET 9 | ROA 6  | MDO 2  | NSH 1   | IMS 9  | GTW 9  | POR 7  | LAG 6  | LBH 28 |        | 6   | 435    |
| 2022 | Chip Ganassi Racing                | Dallara DW12 | Honda | STP 9  | TXS 3  | LBH 22  | ALA 12 | IMS 4  | INDY 1S | DET 7   | ROA 2 | MDO 6  | TOR 5  | IOW 8   | IOW 6  | IMS 11 | NSH 14 | GTW 7  | POR 11 | LAG 9  | 6   | 506    |

### Indianapolis 500-resultaten
| Jaar | Chassis | Motor | Start | Finish | Team                               |
| ---- | ------- | ----- | ----- | ------ | ---------------------------------- |
| 2019 | Dallara | Honda | 13    | 23     | Arrow Schmidt Peterson Motorsports |
| 2020 | Dallara | Honda | 11    | 32     | Chip Ganassi Racing                |
| 2021 | Dallara | Honda | 9     | 11     | Chip Ganassi Racing                |
| 2022 | Dallara | Honda | 5     | 1      | Chip Ganassi Racing                |
| 2023 | Dallara | Honda | 10    | 2      | Chip Ganassi Racing                |

### IMSA SportsCar Championship-resultaten
| Jaar | Inschrijving    | Nr. | Klasse | Chassis          | Motor             | 1     | 2   | 3   | 4   | 5   | 6   | 7   | 8   | 9   | 10  | Pos. | Punten |
| ---- | --------------- | --- | ------ | ---------------- | ----------------- | ----- | --- | --- | --- | --- | --- | --- | --- | --- | --- | ---- | ------ |
| 2022 | Cadillac Racing | 02  | DPi    | Cadillac DPi-V.R | Cadillac 5.5 L V8 | DAY 6 | SEB | LBH | LGA | MDO | DET | WGL | CTM | ELK | PET | 15   | 275    |